# Jasem Al-Huwaidi
Jasem Al-Huwaidi (arabe : جاسم الهويدي, né le 28 octobre 1972 à Koweït) est un footballeur koweïtien qui joua la Coupe d'Asie des nations de football 2000 au Liban avec le Koweït, il y marqua un but.